# Mesosmittia truncata
Mesosmittia truncata är en tvåvingeart som beskrevs av Ole Anton Sæther 1985. Mesosmittia truncata ingår i släktet Mesosmittia och familjen fjädermyggor.
Artens utbredningsområde är Panama. Inga underarter finns listade i Catalogue of Life.